# Metroidvania
Metroidvania ist ein Computerspielgenre und ein Kofferwort aus den Spielen Metroid und Castlevania. Deren Game-Design zeichnet sich durch eine große und zusammenhängende Umgebung aus, durch die der Spieler ohne klare Zielvorgabe navigiert. Durch schrittweise erworbene Fähigkeiten oder Gegenstände können zuvor unzugängliche Bereiche der Spielwelt erschlossen werden. Metroidvanias sind eng mit Genres wie Jump ’n’ Run/Side-Scroller, Rollenspiel und Action-Adventure verwandt.

## Eigenschaften
Die Level sind begrenzt durch zunächst unüberwindbare Hürden (etwa  „eine sehr hoch liegende Plattform“). Mithilfe von neuer Ausrüstung, neuen Fähigkeiten und Fortbewegungsmethoden (etwa „Doppelsprung“), die im Spielverlauf erworben werden, lassen sich die Hürden letztendlich meistern. Das Spiel fördert damit aktiv das „Backtracking“ im Sinne einer Rückkehr zu bekannten Orten, an denen sich zuvor unerreichbare Schätze befinden, oder die eine Abkürzung ermöglichen. Es handelt sich bei Metroidvanias jedoch nicht vorrangig um Erkundungsspiele, es steht vielmehr der Action-Anteil im Vordergrund. Genretypisch sind auch Kämpfe gegen Endgegner. 
Während die namensgebenden Vorbilder 2D- oder 2.5D-Platformer waren, so wird der Begriff heutzutage auch für 3D-Action-Adventures mit Aspekten eines Platformers wie Batman: Arkham Asylum oder Darksiders verwendet. Demgegenüber gibt es moderne Vertreter wie Ori and the Blind Forest oder Hollow Knight, welche auch aus der 2D-Perspektive gespielt werden und Metroid Dread, welches aus der 2.5D Perspektive gespielt wird.